# Saint-Pierre-de-Cormeilles
Saint-Pierre-de-Cormeilles là một xã của tỉnh Eure, thuộc vùng Normandie, miền bắc nước Pháp.